# Orthotrichum rehmannii
Orthotrichum rehmannii là một loài Rêu trong họ Orthotrichaceae. Loài này được (Jur.) Kindb. mô tả khoa học đầu tiên năm 1897.